# Le Lavandou
Le Lavandou (tiếng Occitan: Lo Lavandor) là một xã thuộc tỉnh Var trong vùng Provence-Alpes-Côte d'Azur miền đông nam nước Pháp.